# Crorema fuscinotata
Crorema fuscinotata är en fjärilsart som beskrevs av George Francis Hampson 1910. Crorema fuscinotata ingår i släktet Crorema och familjen tofsspinnare. Inga underarter finns listade i Catalogue of Life.